# Elet
En la Germania de Mallorca, els elets eren cada un dels representants del poble, menestrals o pagesos, elegits per formar part de l'estructura organitzativa de la Germania.